# Alpoca (Virginia Occidental)
Alpoca es un área no incorporada ubicada en el condado de Wyoming (Virginia Occidental), Estados Unidos. Está catalogada como un asentamiento humano por la Junta de Nombres Geográficos de los Estados Unidos. Su número de identificación (ID) es 1553718. Se encuentra a 460 m s. n. m. (1509 pies).

## Historia
Se estableció una oficina de correos en 1915 y permaneció en funcionamiento hasta 1998.